# Václav Barták
Václav Barták (26. září 1881 Roudnice – ???) byl československý politik a meziválečný poslanec Národního shromáždění za Československou sociálně demokratickou stranu dělnickou.

## Biografie
Uvádí se jako kovodělník v Lučenci.
Po parlamentních volbách v roce 1920 získal za Československou sociálně demokratickou stranu dělnickou mandát v Národním shromáždění. Mandát ale získal až dodatečně roku 1922 jako náhradník poté, co byl zbaven mandátu poslanec Lájos Surányi.